# 倫敦市法團
倫敦市法團（英語：City of London Corporation），亦称倫敦法團，是英國伦敦的老城区——倫敦市的自治组织和地方政府。其辖区只涵盖倫敦市（也叫作“伦敦金融城”或“平方英里”——伦敦城的面积大约是一平方英里），而不是整個大伦敦。
倫敦市法團的宗旨有三：推广伦敦市作为世界领先的国际金融和商务中心的地位；作为地方政府为市民提供服务；及为伦敦、所有伦敦市民和国家提供一系列其它服务。

倫敦市法團紋章。其下是拉丁語座右銘－Domine Dirige Nos，意即「神，引領我們」。

風格化設計的倫敦市法團紋章

倫敦市法團的正式名称是“倫敦市的市長、議員和市民”（Mayor and Commonalty and Citizens of the City of London），意即包括伦敦市的市长、参事会（Court of Aldermen）、政務議事廳（Court of Common Council）、和伦敦市的自由民和同业公会。
倫敦市法團驻地是伦敦市政厅。
和英國許多其他城市歷史上的法團不同，現存的文獻中沒有設立倫敦市法團的法律資格的制誥。倫敦市的法團資格被認爲是依據時效取得的（by prescription），意即依據它長期被視爲擁有法團資格（例如《大憲章》規定“倫敦市得具有及享有其古已有之的自由權”），因此法律設定它具有法團資格。
自諾曼征服以來，倫敦市法團獲得各種特殊的待遇，其中法團獲頒的第一張皇室制誥是1067年，征服者威廉授予倫敦市民制誥，確認其自懺悔者愛德華時代即享有的權利和特權。此後數世紀中頒佈的皇室制誥屢次確認並擴展了市民權利。